# Iekaterina Ioungue
Iekaterina Fiodorovna Ioungue (en russe : Юнге, Екатерина Фёдоровна, Iaketerina Fiodorovna Ioungue ; née le 24 novembre 1843 à Saint-Pétersbourg dans l'Empire russe et morte le 20 janvier 1913 à Moscou dans l'Empire russe) est une peintre aquarelliste et femme de lettres russe.

## Biographie

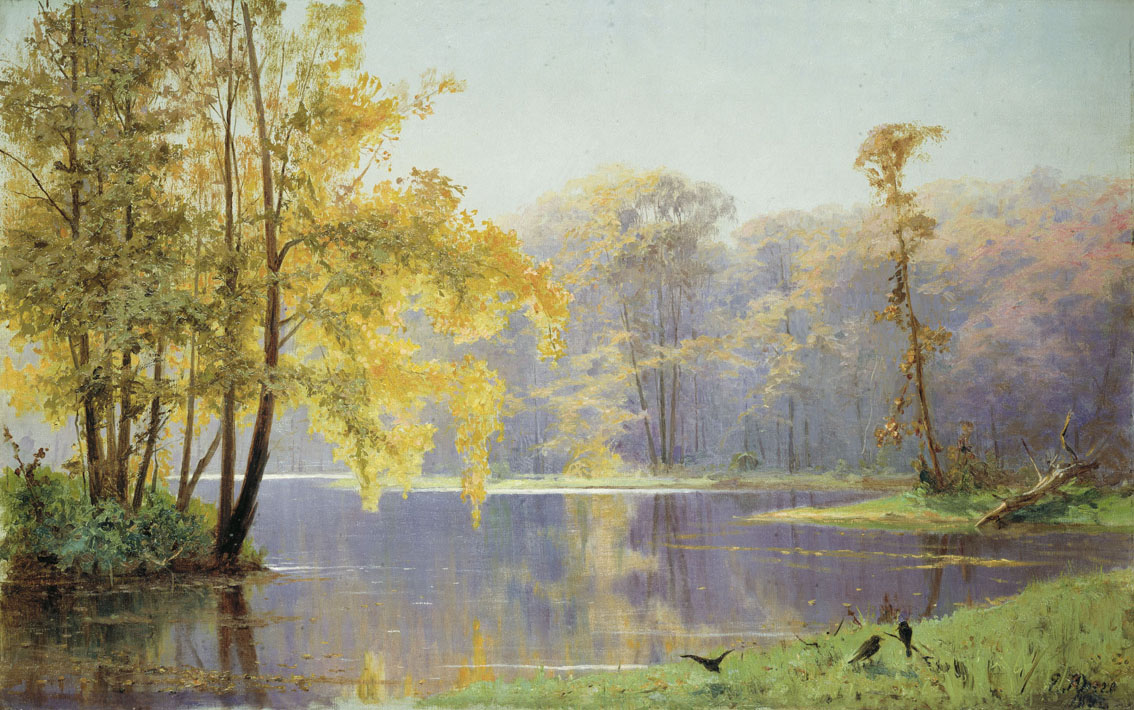
Jour d'automne dans les jardins de Lefortovo à Moscou (1892).

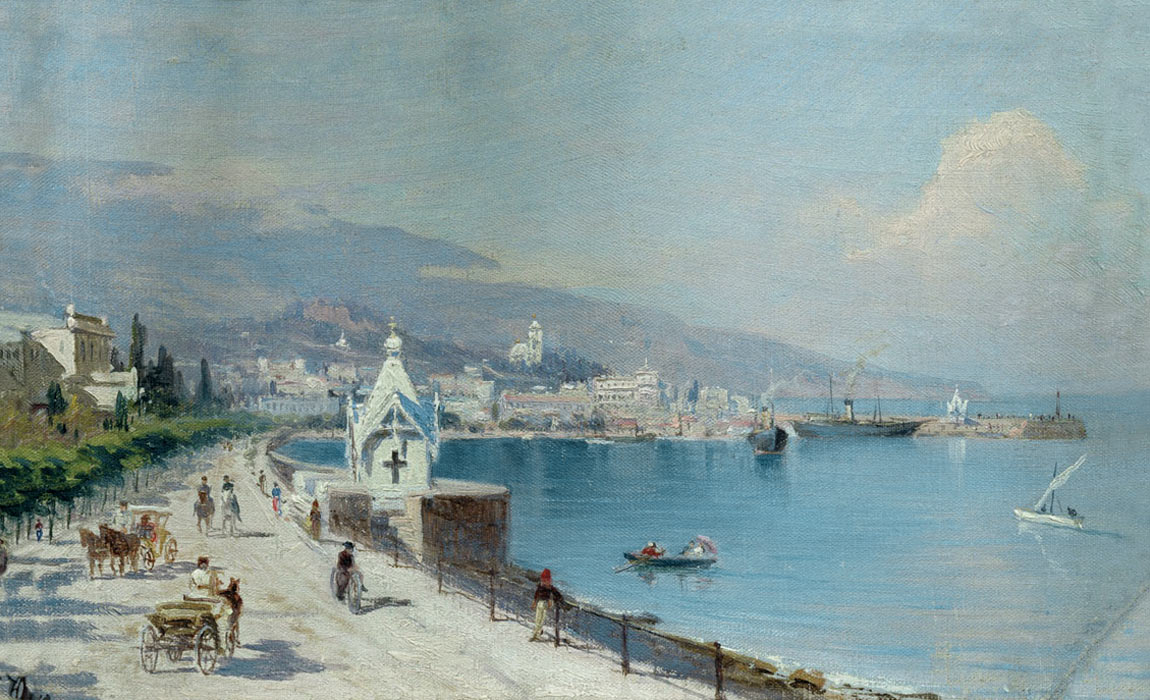
Le Quai de Yalta.

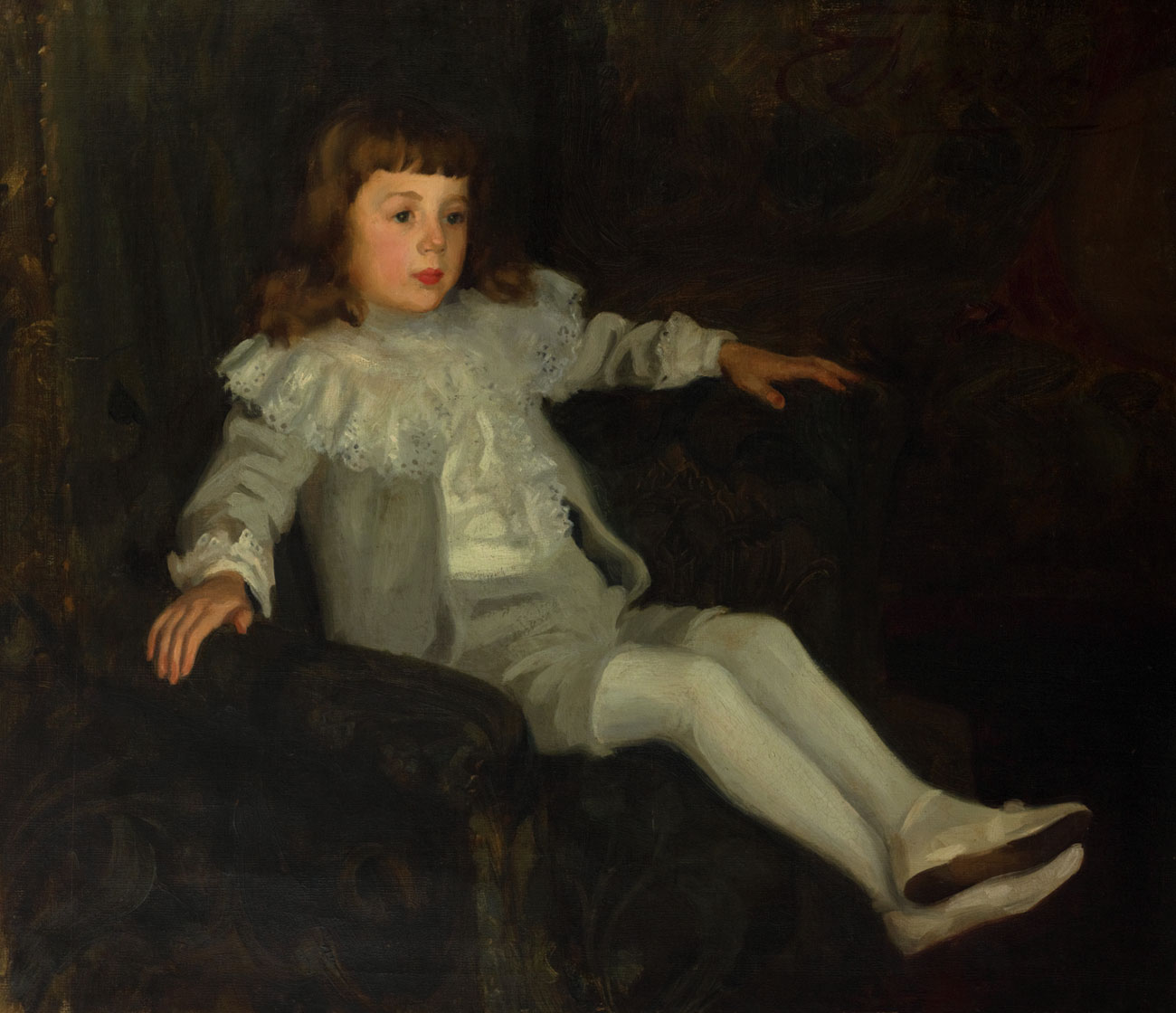
Portrait d'enfant.

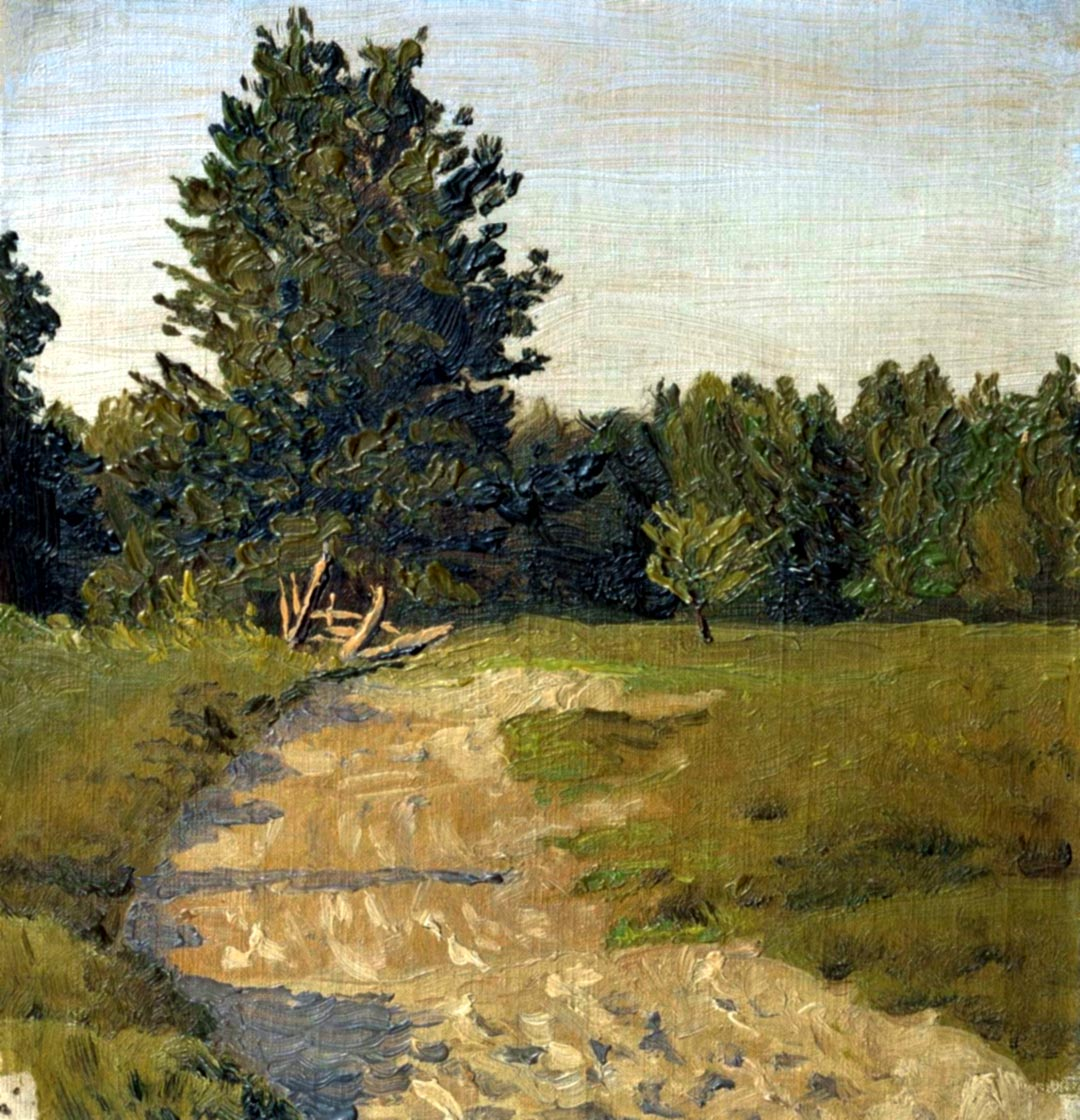
Trigorsk.

Fille d'Anastasia Ivanovna Ivanov et du comte Fiodor Petrovitch Tolstoï, vice-président de l'Académie impériale des Beaux-Arts, elle a une demi-sœur, écrivaine Maria Kamenskaïa (ru) née en 1817 d'un premier mariage de son père. Alexis Konstantinovitch Tolstoï est un de ses cousins, de même que Léon Tolstoï avec lequel elle correspondra. Les ascendants et les descendants de la famille, les proches comptent encore d'autres personnes ayant atteint la notoriété : sa nièce est la femme de lettres Anna Barykova (ru), sa petite-nièce l'illustratrice Tatiana Nikolaevna Glebova . Son père est aussi son professeur : peintre et sculpteur, il donne à Iekaterina des cours d'art plastique et par ses fréquentations lui permet de rencontrer de nombreuses personnalités dont Tarass Chevtchenko à propos duquel elle a laissé des souvenirs, Fiodor Dostoïevski, Sergueï Elpatievski (ru), Nikolaï Gay, Nikolaï Kostomarov, Vassili Polenov, Maximilian Volochine avec lesquels elle va organiser des rencontres, entretenir des relations amicales.
Le 15 septembre 1863, elle épouse l'ophtalmologiste Edouard Ioungue (ru). Ensemble ils deviennent parents de quatre garçons : Vladimir le 11 juillet 1864, Fiodor le 9 novembre 1866, Alexandre le 5 juillet 1872 et Sergueï le 7 février 1879 , mais à partir de 1890 leurs parents vivent séparément . Le 2 septembre 1902, l'aîné et le benjamin disparaissent et sont enterrés dans la crypte de la famille près de leur domaine à Koktebel, à côté de leur père mort en 1898.
En 1864, lors d'une exposition organisée par l'académie, elle reçoit une grande médaille d'argent pour un portrait.
Une partie de sa vie a été consacrée à l'enseignement : elle a dirigé une école populaire de dessin à Kiev et donné des cours à l'École Stroganoff à Moscou.
En 1883, Edouard Ioungue et son épouse achètent de vastes terrains à Koktebel qu'ils revendent à la découpe car ils ont besoin d'argent. Les acheteurs, dont Maximilian Volochine qui fait partie des premiers, y font construire des chalets : ainsi se développe le hameau qui va devenir avec les visites puis les séjours de célébrités une station balnéaire en vogue.
En 1885, Ekaterina Ioungue reçoit le titre honorifique d'associée libre de l'Académie impériale des Beaux-Arts pour ses services rendus à l'art russe .
Léon Tolstoï était déjà venu chez son père à Saint-Pétersbourg après la Guerre de Crimée, alors qu'elle n'avait guère plus de dix ans. Presque trente ans plus tard, en 1884, elle le voit à nouveau dans la ville impériale où il était venu pour l'impression de l'Évangile. Cette rencontre est suivie de plusieurs autres et le début de leur correspondance. Probablement en février 1903, alors qu'elle se trouve chez son cousin à Iasnaïa Poliana Léon Tolstoï lui dit qu'il est en train de collecter de la documentation sur Nicolas Ier pour l'écriture de Hadji-Mourat. En mai de la même année, Iekaterina lui rapporte des documents, des notes qu'elle a rédigés, des épisodes de la vie du tsar. Parmi ceux-ci, Tolstoï va se servir partiellement du premier épisode et presque totalement du septième et dernier .
Elle est inhumée à la nécropole du monastère Donskoï de Moscou.

## Œuvres

### Peinture
Ses œuvres sont conservées à Moscou à la Galerie Tretiakov et aux Archives d'État de la littérature et de l'art, au musée des Beaux-Arts de Théodosie, à la Maison-musée de Maximilian Volochine (ru) à Koktebel où plusieurs représentations de roses d'automne de Crimée - ses fleurs préférées - sont conservées, à la maison-musée de Vassili Polenov à Polenovo, dans des galeries d'art régionales et dans des collections privées.
Elle a peint beaucoup d'aquarelles ayant pour sujet des portraits, des fleurs, des paysages, surtout de Crimée. Les titres qui suivent donnent une idée de ses choix :
- Au musée des Beaux-Arts à Théodosie on peut voir La Baie de Kara Dag dans le brouillard, Panorama de Kara Dag et de son lac, Rayon écarlate sur une mer brumeuse, Ciel et mer. Étude dans les tons argentés, Paysage avec un ciel nuageux et un navire, Bateau sur le rivage, Voile, Une Maison entre la forêt et la montagne, Yalta, tableau inachevé.

En d'autres lieux, Des fleurs dans un panier, 69,5 × 97 cm, huile sur toile marouflée sur du contreplaqué, Sur le rivage crayon et aquarelle sur papier , 19,5 × 8,3 cm daté de 1893-1894, Bouleau près du rivage crayon et aquarelle sur papier, daté de 1893-1894 , La Baie de Koktebel par temps calme, La Baie de Koktelbel, 24 × 36 cm, Quai de Yalta en 1880, Portrait d'enfant en 1877, Trigorsk avant 1913
- 1892 : Jour d'automne dans les jardins de Lefortovo à Moscou. Huile sur toile. 37 × 58,2 cm ; Galerie Tretiakov à Moscou

## Expositions
- 1876 : 5e exposition des Ambulants à Saint-Pétersbourg le 11 mars pour l'ouverture de l'Académie impériale des Beaux-Arts
- 1877 : 5e exposition des Ambulants à Moscou le 13 mars pour l'ouverture de l'École de peinture, de sculpture et d'architecture de Moscou

2018 : À partir du 15 décembre, exposition de 21 œuvres au musée des Beaux-Arts Ivan Aïvazovski de Théodosie.